# Пристенский сельсовет
Присте́нский сельсовет — муниципальное образование со статусом сельского поселения в Пристенском районе Курской области Российской Федерации.
Административный центр — село Пристенное.

## История
Статус и границы сельсовета установлены Законом Курской области от 21 октября 2004 года № 48-ЗКО «О муниципальных образованиях Курской области».
Законом Курской области от 26 апреля 2010 года № 26-ЗКО в состав сельсовета включены населённые пункты упразднённых Большесетинского и Колбасовского сельсоветов.

## Население
| 2002 | 2010 | 2012 | 2013 | 2014 | 2015 | 2016 |
| ---- | ---- | ---- | ---- | ---- | ---- | ---- |
| 505  | ↗996 | ↘956 | ↘929 | ↘916 | ↘884 | ↘855 |
| 2017 | 2018 | 2019 | 2020 | 2021 |      |      |
| ↘846 | ↘824 | ↘783 | ↘753 | ↘751 |      |      |

## Состав сельского поселения
| №  | Населённый пункт    | Тип населённого пункта       | Население |
| -- | ------------------- | ---------------------------- | --------- |
| 1  | Большие Сети        | село                         | ↘230      |
| 2  | Глафировка          | хутор                        | ↘0        |
| 3  | Колбасовка          | деревня                      | ↘177      |
| 4  | Озерки              | хутор                        | ↘41       |
| 5  | Ольховатка          | деревня                      | ↘21       |
| 6  | Пайки               | хутор                        | →0        |
| 7  | Подольхи            | хутор                        | →0        |
| 8  | Пристенное          | село, административный центр | ↘338      |
| 9  | Прудки              | хутор                        | ↘87       |
| 10 | Свободный           | хутор                        | ↗9        |
| 11 | Северное Двоелучное | село                         | ↘59       |
| 12 | Южное Двоелучное    | село                         | ↘34       |